# George Jones (senator)
Artikeln handlar om senatorn från Georgia, för senatorn från Iowa, se George W. Jones.
George Jones, född 25 februari 1766 i Savannah, Georgia, död 13 november 1838 i Savannah, Georgia, var en amerikansk politiker (demokrat-republikan). Han representerade delstaten Georgia i USA:s senat från augusti till november 1807.
Jones studerade medicin och deltog sedan i amerikanska revolutionskriget. Han var 1780-1781 i brittisk krigsfångenskap. Han arbetade som domare 1804-1807.
Senator Abraham Baldwin avled 1807 i ämbetet och Jones blev utnämnd till senaten. Han efterträddes senare samma år av William H. Crawford. Jones var borgmästare i Savannah 1812-1814.
Jones grav finns på Bonaventure Cemetery i Chatham County, Georgia.